# NGC 5118
NGC 5118 = IC 4236 ist eine 13,7 mag helle balkenspiralförmige Radiogalaxie vom Hubble-Typ „SBc“ im Sternbild Jungfrau auf der Ekliptik. Sie ist schätzungsweise 310 Mio. Lichtjahre von der Milchstraße entfernt und hat einen Durchmesser von etwa 75.000 Lj.
Das Objekt wurde zweimal entdeckt; zuerst am 12. Mai 1793 vom deutsch-britischen Astronomen Wilhelm Herschel mit einem 18,7-Zoll-Spiegelteleskop, der sie dabei mit „cF, S“ beschrieb (geführt als NGC 5118). Die zweite Entdeckung folgte am 22. Mai 1897 durch den US-amerikanischen Astronomen Lewis A. Swift (geführt als IC 4236).